# Tellan
Tellan, systematicky dihydrogentellurid, je anorganická sloučenina se vzorcem H2Te. Jedná se o bezbarvý, vysoce toxický plyn se zápachem připomínajícím česnek, patřící mezi chalkogenovodíky. Je chemicky nestabilní, silně redukční a silně kyselý ve vodném prostředí. Vzhledem k vysoké toxicitě a nestabilitě se s tellanem pracuje výhradně za přísně kontrolovaných laboratorních podmínek.

## Struktura a vazby
Molekula H2Te má lomenou geometrii, analogickou s H2S a H2Se. Vzhledem k velikosti atomu telluru je délka vazby Te–H přibližně 169 pm a vazebný úhel H–Te–H činí přibližně 90°. Molekula je polární.

## Chemické chování

### Nestabilita a rozklad:
Tellan je nestabilní a snadno se rozkládá, zejména při zvýšené teplotě nebo při přítomnosti kyslíku:
2 H2Te + O2 → 2 H2O + 2 Te↓

### Redukční vlastnosti:
Tellan je silné redukční činidlo. Při kontaktu se silnými oxidanty může dojít k prudkým reakcím.

## Příprava
Tellan lze připravit reakcí kovového telluridu (např. telluridu zinečnatého) s kyselinou:
ZnTe + 2 HCl → ZnCl2 + H2Te↑
Plynný tellan se ihned odvádí z reakční směsi kvůli své nestabilitě a toxicitě.

## Kyselé vlastnosti
Ve vodném roztoku působí H2Te jako slabá kyselina, známá jako kyselina tellanová:
H2Te ⇌ H+ + HTe− ⇌ 2 H+ + Te2−
Její kyselost je vyšší než u H2S a H2Se (pKa ≈ 2,6). Se zásadami tvoří telluridy:
H2Te + 2 NaOH → Na2Te + 2 H2O

## Toxicita a bezpečnost
Tellan je extrémně toxický plyn. Expozice i nízkým koncentracím může způsobit závažné poškození zdraví nebo smrt. Je klasifikován jako:
- H220: Extrémně hořlavý plyn
- H280: Obsahuje plyn pod tlakem; při zahřívání může explodovat
- H330: Smrtelný při vdechnutí

Při práci s H2Te je nutné použít uzavřený aparát, detektory úniku a laboratorní digestoř. Zápach tellanu je dobře rozpoznatelný a slouží jako varovný signál, ale nelze na něj spoléhat jako na bezpečnostní indikátor.

## Srovnání s jinými chalkogenovodíky
| Sloučenina | Vzorec | Teplota varu (°C) | pKa  | Toxicita |
| ---------- | ------ | ----------------- | ---- | -------- |
| Sulfan     | H₂S    | −60               | ~7   | Vysoká   |
| Selan      | H₂Se   | −41,5             | ~3,9 | Vyšší    |
| Tellan     | H₂Te   | −2,2              | ~2,6 | Extrémní |

S rostoucí atomovou hmotností centrálního atomu (S → Se → Te) roste kyselost, reaktivita a toxicita sloučenin.

## Využití
Tellan nemá širší průmyslové využití kvůli své vysoké toxicitě a nestabilitě. Slouží téměř výhradně k výzkumným účelům v oblasti anorganické a analytické chemie.